# Diapausa

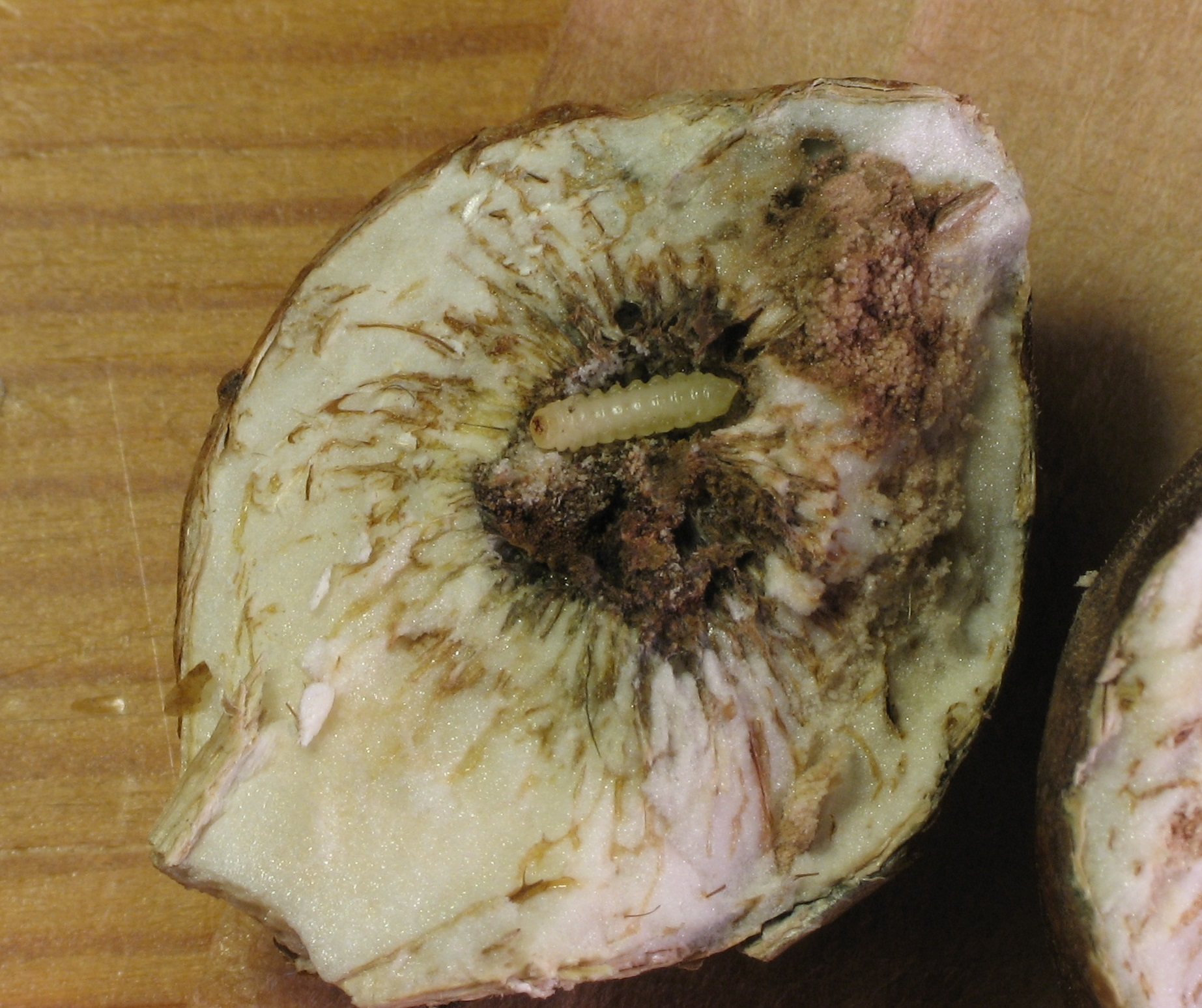
Larva de escarabajo Mordellistena en diapausa.

La diapausa es un estado fisiológico de inactividad con factores desencadenantes y terminantes bien específicos. Se usa a menudo para sobrevivir condiciones ambientales desfavorables y predecibles, tales como temperaturas extremas, sequía o carencia de alimento. Hay varias definiciones y puede usarse en diversos contextos pero se usa más comúnmente en artrópodos, especialmente en insectos. Una de las definiciones más explícitas que cubre los rasgos más fundamentales es la siguiente:

En asociación con esto hay reducción de morfogénesis, aumento de resistencia a los extremos ambientales y reducción o alteración de las actividades. La diapausa ocurre durante un estado del desarrollo predeterminado genéticamente. Su expresión completa sigue un patrón específico para cada especie, generalmente en respuesta a estímulos ambientales que preceden a las condiciones desfavorables. Una vez iniciada la diapausa se suprimen las actividades metabólicas aun cuando las condiciones ambientales favorables continúen.
Un aspecto muy importante de la diapausa es que no solo es inducida por estímulos específicos sino que también necesita estímulos específicos para terminar. Esto es esencial para diferenciar la diapausa de otros tipos de dormancia tales como la hibernación.
Un fenómeno similar ocurre con las semillas y otros estados de reposo de diversas plantas. En los huevos de ciertos vertebrados hay un fenómeno conocido a veces como diapausa embrionaria o implantación diferida, que no es directamente equivalente a la diapausa de artrópodos, si bien en ambos hay una interrupción de la actividad metabólica.
Los niveles de actividad durante los estadios de diapausa pueden variar mucho según las especies. La diapausa puede ocurrir en un estadio de inactividad completa como en la pupa o el huevo o en estadios muy activos capaces de efectuar migraciones considerables, tales como la mariposa monarca, Danaus plexippus. En casos en que el insecto permanece activo, la alimentación se reduce y el desarrollo reproductivo cesa o disminuye considerablemente.

## Fases de la diapausa en insectos
En insectos la diapausa es un proceso dinámico que incluye varias fases (Kostal, 2006). Si bien la diapausa varía considerablemente de un taxón de insectos a otro es posible caracterizar a cada fase sobre la base de conjuntos de procesos metabólicos y a la capacidad de respuesta del insecto a ciertos estímulos ambientales.

### Inducción
La fase de inducción ocurre en un estadio genéticamente predeterminado del ciclo vital y ocurre con gran anticipación del estrés ambiental. Este estadio receptivo puede ocurrir durante la vida del individuo o en generaciones subsiguientes especialmente en la diapausa en el huevo. Durante esta fase los individuos responden a señales externas llamadas señales simbólicas que abren la llave desde rutas del desarrollo hasta rutas de la diapausa. Los estímulos simbólicos pueden consistir en cambios de fotoperíodo, termoperíodo o cambios aleloquímicos de plantas alimento. Estos estímulos no son favorables ni desfavorables en sí pero son precursores de cambios ambientales inminentes.

### Preparación
La fase de preparación generalmente sigue a la fase de inducción, aunque los insectos puedan pasar directamente de la inducción a la iniciación prescindiendo de la fase de preparación. Durante esta fase los insectos acumulan y almacenan moléculas tales como lípidos, proteínas y carbohidratos. Estas moléculas se usan en el mantenimiento del insecto durante la diapausa y proporcionan nutrición para el desarrollo que sigue a la terminación de la diapausa. Puede haber alteraciones en la composición de la cutícula debido a cambios en la composición de los carbohidratos y por añadidura de lípidos o disminución de agua. El pupario en diapausa de la mosca sarcofágida Sarcophaga crassipalpis aumenta los carbohidratos que forman el pupario y así lo hace más impermeable evitando la pérdida de agua.

### Iniciación
La fase de iniciación comienza cuando el desarrollo morfólogico se detiene. En algunos casos este cambio puede ser muy claro e incluye la muda o ecdisis pasando a un estadio específico de diapausa o puede estar acompañado de cambios de color. Puede haber cambios enzimáticos en preparación para una resistencia hacia el frío. Por ejemplo solo los adultos en diapausa de Pyrrhocoris apterus tienen un complemento enzimático que les permite acumular alcoholes polihídricos, moléculas que sirven para bajar el punto de congelación y así evitar el congelamiento. También puede haber cambios en el comportamiento de los insectos y por ejemplo pueden empezar a congregarse, emigrar o buscar refugios apropiados para pasar el invierno.

### Mantenimiento
Durante el período de mantenimiento el metabolismo del insecto permanece muy bajo y el desarrollo se detiene. Se agudiza la sensibilidad a ciertos estímulos, tales como el fotoperíodo y la temperatura, que sirven para evitar la terminación de la diapausa. En cambio disminuye la sensibilidad a cambios ambientales que iniciarían el final de la diapausa; esta sensibilidad crece gradualmente a medida que pasa el tiempo.

### Terminación
En un insecto que sufre diapausa obligada la terminación puede ocurrir espontáneamente, sin ningún estímulo externo. En los que tienen diapausa facultativa se necesita un estímulo simbólico para que termine la diapausa. Tal estímulo puede incluir enfriamiento, congelación o contacto con el agua, según cuales sean las condiciones ambientales de las cuales escapaba el organismo. Estos estímulos son importantes en la prevención de la terminación demasiado temprana, por ejemplo en respuesta a una ola cálida en el otoño. De lo contrario la terminación podría ocurrir en el apogeo de las condiciones desfavorables, como ser en pleno invierno. Al pasar el tiempo la profundidad del estado de diapausa disminuye gradualmente hasta que pueda retomarse el desarrollo si las condiciones sean favorables.

### Quiescencia post-diapausa
A menudo la diapausa termina antes del final de las condiciones desfavorables y es seguida por un estado de reposo o quiescencia del cual el insecto puede surgir y retomar su desarrollo si las condiciones se vuelven favorables. Esto le permite resistir condiciones duras y al mismo tiempo estar listo para aprovechar las condiciones favorables en cuanto aparezcan.

## Regulación de la diapausa
La diapausa de los insectos está regulada en varios niveles. Los estímulos ambientales interactúan con el programa genético por medio de señales nerviosas y endocrinas y, finalmente, por procesos metabólicos y enzimáticos.

### Ambiental
Los reguladores ambientales de la diapausa generalmente presentan patrones estacionales característicos. En regiones templadas el fotoperíodo es uno de los índices más seguros de los cambios estacionales. Según la estación en que ocurre la diapausa, el estímulo simbólico será ya sea los días cortos o los largos. Los insectos pueden responder a los cambios en duración del día así como a duración relativa del día. La temperatura también puede actuar como factor regulador, o bien para inducir la diapausa o (más comúnmente) para modificar la respuesta del insecto al fotoperíodo. Los insectos pueden responder al termoperíodo, o sea a las fluctuaciones de temperatura diurnas y nocturnas o al efecto acumulativo absoluto del cambio en temperatura. La disponibilidad y calidad del alimento también pueden regular la diapausa. En la langosta del desierto Schistocerca gregaria una hormona vegetal, giberelina estimula el desarrollo reproductivo. Durante la estación seca las plantas producen muy poca hormona y las langostas permanecen inmaduras sexualmente.

### Neuroendocrino
El sistema neuroendocrino de los insectos consiste principalmente de células en el cerebro, el cuerpo cardíaco y corpora allata y en las glándulas protorácicas. Hay varias hormonas claves en la regulación de la diapausa: hormona juvenil, hormona de la diapausa y hormona protorácica.

### Diapausa tropical
La diapausa en los trópicos ocurre más bien en respuesta a factores bióticos que abióticos. Por ejemplo el alimento en forma de cadáveres de vertebrados puede ser más abundante durante la estación seca; los lugares para oviposición en forma de árboles derribados pueden ser más abundantes durante la estación lluviosa o bien la diapausa puede servir para coordinar la estación del apareamiento o reducir la competición. En los trópicos todos o algunos de estos factores son más significativos que la evasión de las condiciones climáticas desfavorables para dictar cuando ocurre la diapausa.
La diapausa en los trópicos presenta varios problemas no encontrados por los insectos de las zonas templadas cuya diapausa tiene lugar en invierno. El riesgo de deshidratación es mayor para el insecto en diapausa en un clima cálido que durante una estación fría. Igualmente los predadores, parásitos, hongos y bacterias son más activos cuando no hace frío y el insecto en diapausa es más vulnerable a estos.En los insectos tropicales es común la formación de agregaciones o colonias, especialmente en los órdenes Coleoptera, Lepidoptera y Hemiptera. Las agregaciones de individuos de especies tóxicas pueden servir para reducir la predación. También pueden servir para reducir la deshidratación, como ocurre en el escarabajo Stenotarsus rotundus, que forma grupos de hasta 70.000 individuos, en pilas de un espesor de hasta ocho individuos. La humedad relativa aumenta y la proporción de superficie externa a masa total de la agregación es menor ayudando a reducir la evaporación del agua.

### Estudios genéticos y transcriptómicos
En un estudio publicado en septiembre de 2020 por Edwina J. Dowle, y compañeros en PNAS, probaron la hipótesis de que las diferencias en el momento de la actividad estacional son impulsadas por diferencias en la tasa de desarrollo durante la diapausa en Rhagoletis pomonella, una mosca especializada en alimentarse de frutos de plantas hospedadoras limitadas estacionalmente. 
Los transcriptomas del sistema nervioso central (SNC) a lo largo de una serie de tiempo durante la diapausa muestran cambios constantes y progresivos en las transcripciones que participan en diversos procesos de desarrollo, a pesar de la falta de cambios morfológicos importantes. Además, los análisis genómicos de población sugirieron que muchos genes de efecto pequeño enriquecidos en categorías funcionales de desarrollo subyacen a la variación en el tiempo de latencia y se superponen con conjuntos de genes asociados con la tasa de desarrollo en Drosophila melanogaster. Los datos transcripcionales también sugirieron que un cambio evolutivo reciente de una planta hospedante estacionalmente tardía (Crataegus) a una estacionalmente temprana (Malus pumila) condujo a un desarrollo más rápido durante la diapausa en la población de moscas tempranas. Además, las variantes genéticas que divergieron durante el cambio evolutivo también se enriquecieron en regiones reguladoras cis putativas de genes expresados diferencialmente durante el desarrollo de la diapausa. Los datos de este artículo sugieren que la variación poligénica en la tasa de progresión del desarrollo durante la diapausa contribuye a la evolución de la estacionalidad en R. pomonella. 